# Église catholique romaine Saint-Albert de Riga
L'Église catholique romaine Saint-Albert de Riga (en letton : Rīgas Svētā Alberta Romas katoļu baznīca) est une église catholique située dans le quartier d'Āgenskalns à Riga en Lettonie,.  

## Présention
L'église catholique romaine Saint-Albert est une église paroissiale catholique romaine de l'archidiocèse de Riga de la métropole de Riga, située rue Liepājas iela 38 dans la banlieue de Zemgale. 
L'église a été construite à l'occasion du 700ème anniversaire de Riga, en l'honneur de Saint-Albert qui était moine et théologien de l'ordre dominicain.
Il s'agit de la plus grande église catholique de Lettonie : elle peut accueillir 2 500 personnes.

## Histoire
Alors que la population de Riga augmentait rapidement au XIXe siècle, à l'approche du 700e anniversaire de la ville, en 1899, le prélat curé Francis Afanasovičs proposa la construction d'une nouvelle église catholique à Pārdaugava, sur la rive gauche du fleuve Daugava.
Le 22 mai 1899, le conseil municipal de Riga a fait don d'un terrain de 1 600 mètres carrés dans la rue Kurzemes iela, pour la construction d'une église catholique, d'une école et d'une maison paroissiale.
Un an plus tard, le 14 juillet 1900, l'architecte et doyen de la Faculté d'architecture de l'Institut polytechnique de Riga, le professeur Johan Koch a présenté au comité de construction un projet pour l'église à deux tours de style baroque français. Le 2 septembre de la même année, le projet proposé est approuvé.
Deux mois plus tard, le 10 novembre 1901, la première pierre de la nouvelle église était consacrée par le prélat curé Francis Afanasovičs.
Deux ans plus tard, le 29 novembre 1903, le prélat François Afanasovičs consacra la nouvelle église dédiée à Saint Albert le Grand, construite sous la direction de l'architecte Vilhelms Bokslafs (lv) qui apporta quelques modifications mineures au projet original. L'église est une église à trois nefs de 50 m de long et 24 m de large, ce qui en fait la plus grande église catholique de Lettonie.
De 1903 à 1911, la paroisse Saint-Albert de Riga était une église dépendant de Notre-Dame des Douleurs à Riga,  elle ne deviendra une paroisse distincte qu'en 1911.
En 1911, lorsque la prélature de Riga fut divisée en trois paroisses, le révérend Dominiks Taujenis devint le premier curé de la paroisse Saint-Albert. À la fin de l'année 1914, le nombre de fidèles atteignait 20 000. Pendant la Première Guerre mondiale, le révérend Felikss Poško était actif dans la paroisse. À partir de 1919, le révérend Peteris Silovičs, auteur bien connu de livres catholiques et conseiller de l'archidiocèse à partir de 1925, devint curé de la paroisse.

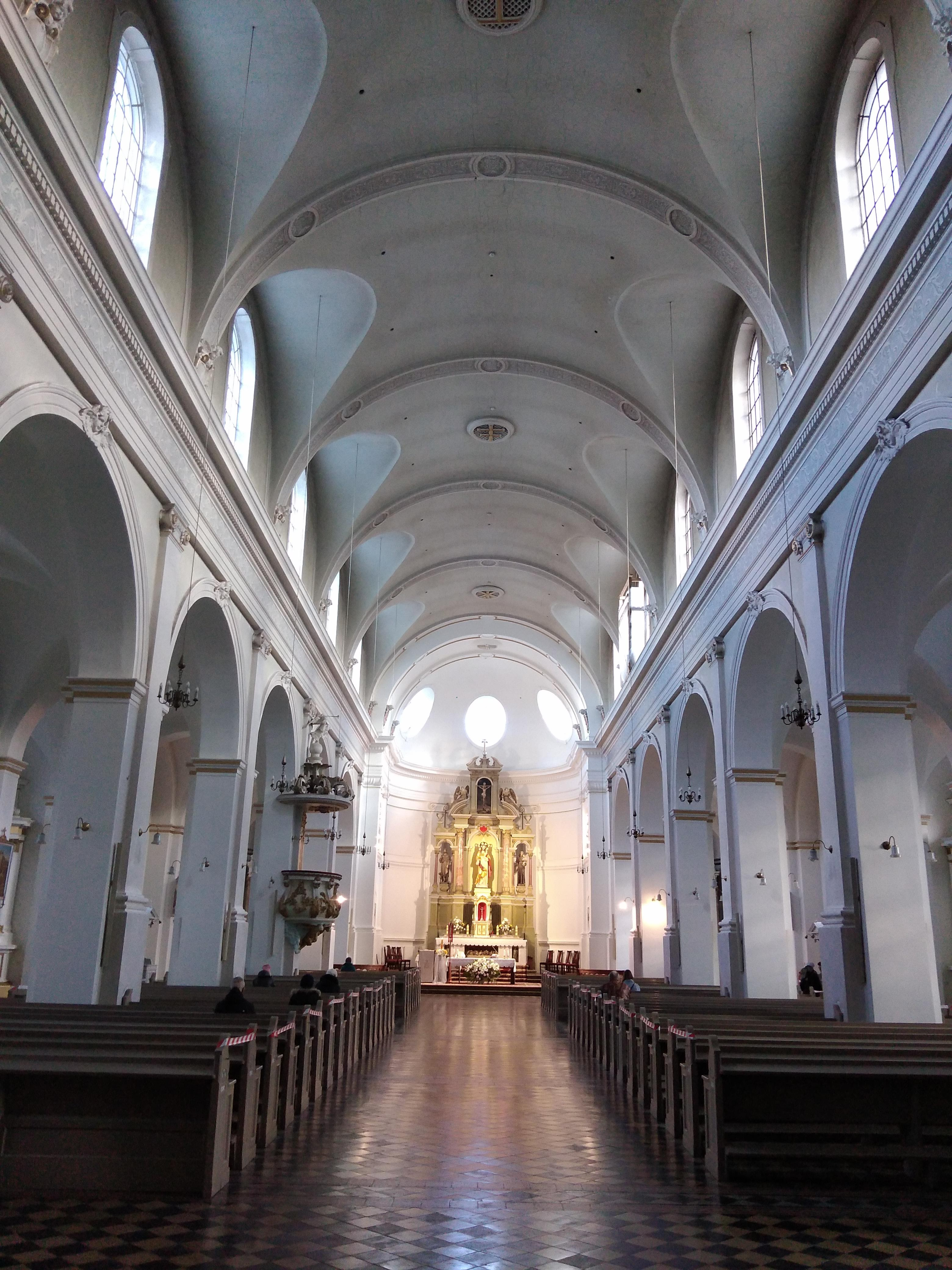
Vue intérieure.

Le batiment du couvent a sa propre histoire. Le bâtiment appartenait au révérend Peteris Silovičs et a été construit à Jūrkalne (lv), une petite ville au bord de la mer, à environ 200 km de Riga. Lorsque le révérend Peteris Silovičs a déménagé à Riga, il a fait démonter le bâtiment et l'a transporté à Riga par voie maritime. Il a été réinstallé dans le cimetière d'une église. Finalement, pour répondre aux besoins de l'époque, en 1936, un bâtiment en pierre sera construit à la place. Les portes et fenêtres de cette nouvelle maison en pierre proviennent d'une maison d'été en ruine à Jurmala. 
« Ainsi, les anciennes et les nouvelles maisons du couvent ont vu la mer. », telle était une remarque  de l'historien catholique letton, le révérend Jānis Svilāns !
En juin 1933, l'évêque auxiliaire de Riga, Jāzeps Rancāns, au nom de l'archevêque métropolitain de Riga, Antonijus Springovičs, confia la paroisse de Saint-Albert à l'Ordre franciscain des frères mineurs capucins.
La grande et dernière réparation de l'église eut lieu en 1935, entreprise par les franciscains eux-mêmes.
Les franciscains ont exercé le ministère de la paroisse jusqu'au 19 octobre 1949, date à laquelle le couvent franciscain fut fermé et la paroisse fut confiée aux prêtres diocésains.
Les réparations intérieures les plus importantes ont eu lieu en 1968-1969, tandis que la façade a été réparée et repeinte en 1988.
Après la restauration de l'indépendance de la Lettonie, la paroisse Saint-Albert fut à nouveau confiée, en juin 1991, au même Ordre franciscain.
En 1994, la paroisse comptait près de 10 000 catholiques.
Une grande rénovation de l'église a commencé en 2016. La rénovation est très complète, comprenant des travaux à l'intérieur et l'extérieur qui devraient être terminés en 2024.
Trois Pères des frères mineurs capucins servent dans la paroisse. Selon les statistiques dominicales de 2014, l'église accueillait en moyenne 650 à 800 personnes.
Chaque jour, du lundi au dimanche, des messes sont célébrées et diverses manifestations sont organisées pour les jeunes, les familles avec enfants et les personnes âgées. Les services religieux ont lieu en letton, en russe et en polonais. D'autres types de célébrations peuvent également être organisées par les curés dans ces langues.
Quatre groupes de prière et d'évangélisation existent dans l'église, ainsi que des groupes Caritas pour aider les pauvres. Un cours Alpha, des écoles du dimanche pour les jeunes enfants et une catéchèse pour les adultes sont organisés. Les messes du dimanche et des jours fériés sont enrichies du chant de la chorale paroissiale et des jeunes.

## Autels

### Le maître-autel

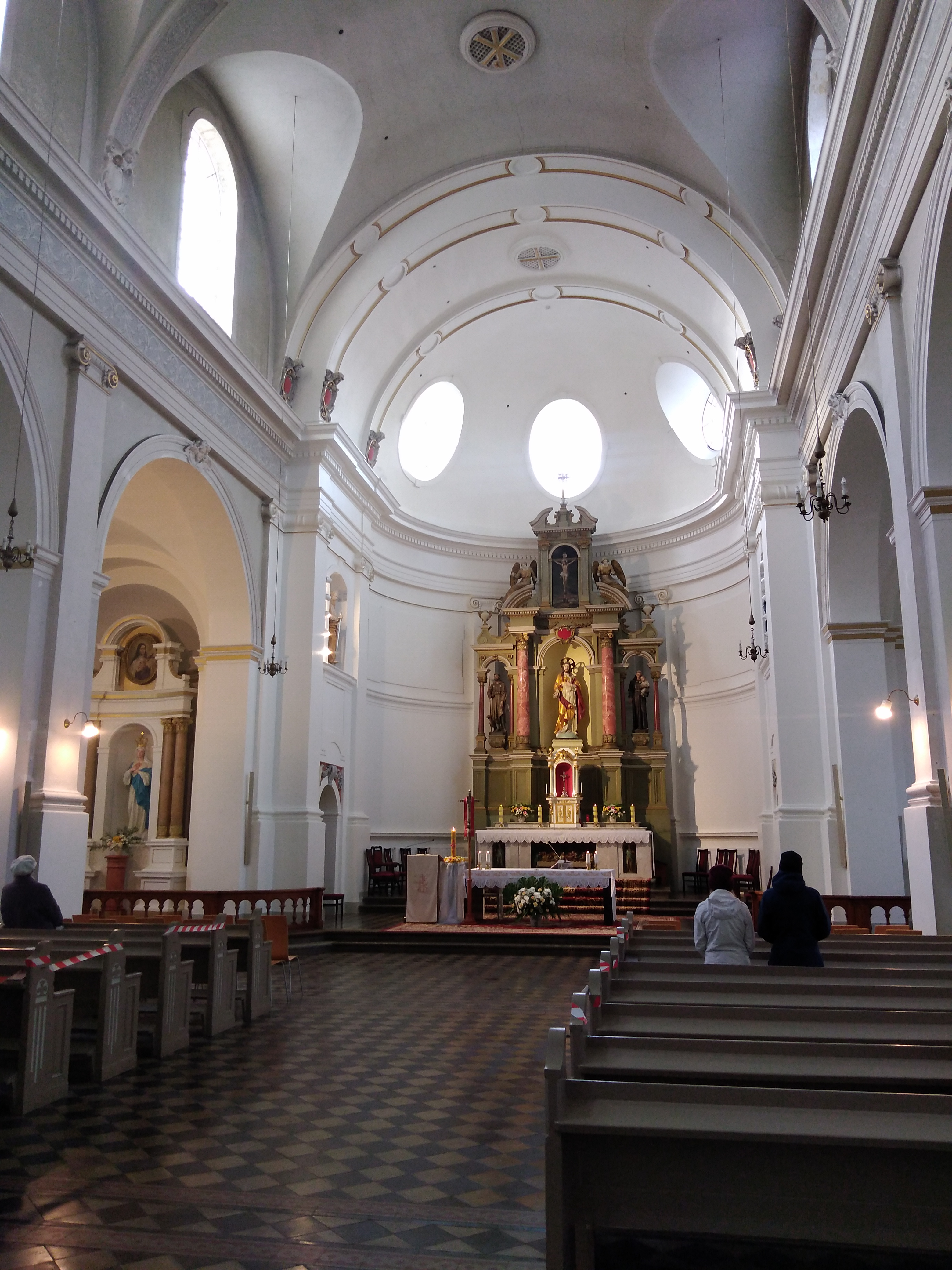
Le maître autel.

Le maître-autel est dédié au Sacré-Cœur de Jésus. Au centre de l'autel, au-dessus du tabernacle, se trouve une statue représentant Jésus offrant son Sacré-Cœur.
Des deux côtés se trouvent des niches avec les statues. 
Sur le côté droit se trouve la statue de saint Roch en pèlerin, avec un bâton à la main et un chien à ses côtés. 
Sur le côté droit se trouve une statue de Saint Antoine de Padoue, tenant un Enfant Jésus et un lys. 
Au-dessus, dominant l'autel, se trouve une peinture de Jésus sur la Croix du Golgotha. Le fond du tableau, derrière le dos de Jésus, est un ciel assombri, suggérant le moment où Jésus a rendu son dernier souffle.
Le maître-autel est placé dans une niche de forme ronde. Très haut, sur les deux parois latérales se trouvent deux niches murales. Sur le côté gauche, dans une niche murale, se trouve une statue représentant Saint-Pierre portant une clé, tandis que dans la niche murale de droite se trouve la statue de Saint-Paul portant une épée.

### L'autel du Cœur Immaculé de Marie

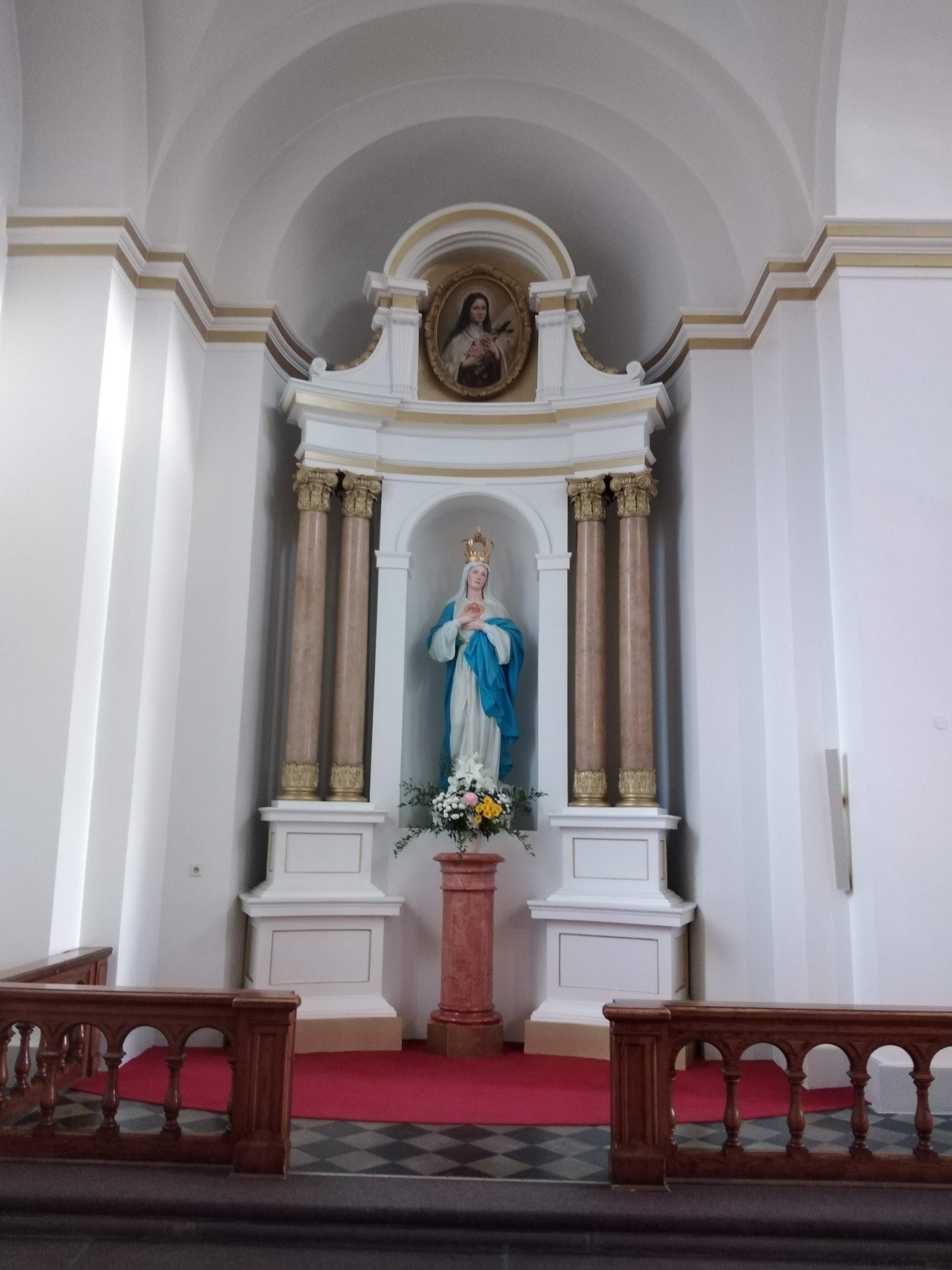
L'autel du Cœur Immaculé de Marie.

L'autel dédié au Cœur Immaculé de Marie se trouve sur le côté droit du maître-autel. Sur l'autel se trouve une grande statue de Sainte Marie, Reine du ciel et de la terre, offrant son cœur, vêtue d'une robe bleu ciel, avec une couronne sur la tête. Au-dessus des statues de Sainte Marie se trouve un tableau de Sainte Thérèse de Lisieux également connue sous le nom de Sainte Thérèse de l'Enfant Jésus.

### L'autel de Saint Albert
L'autel est décoré d'une peinture du saint de la taille d'un autel, représentant saint Albert, vêtu de vêtements liturgiques, et portant une mitre et un bâton pastoral.

### L'autel de la Sainte Famille

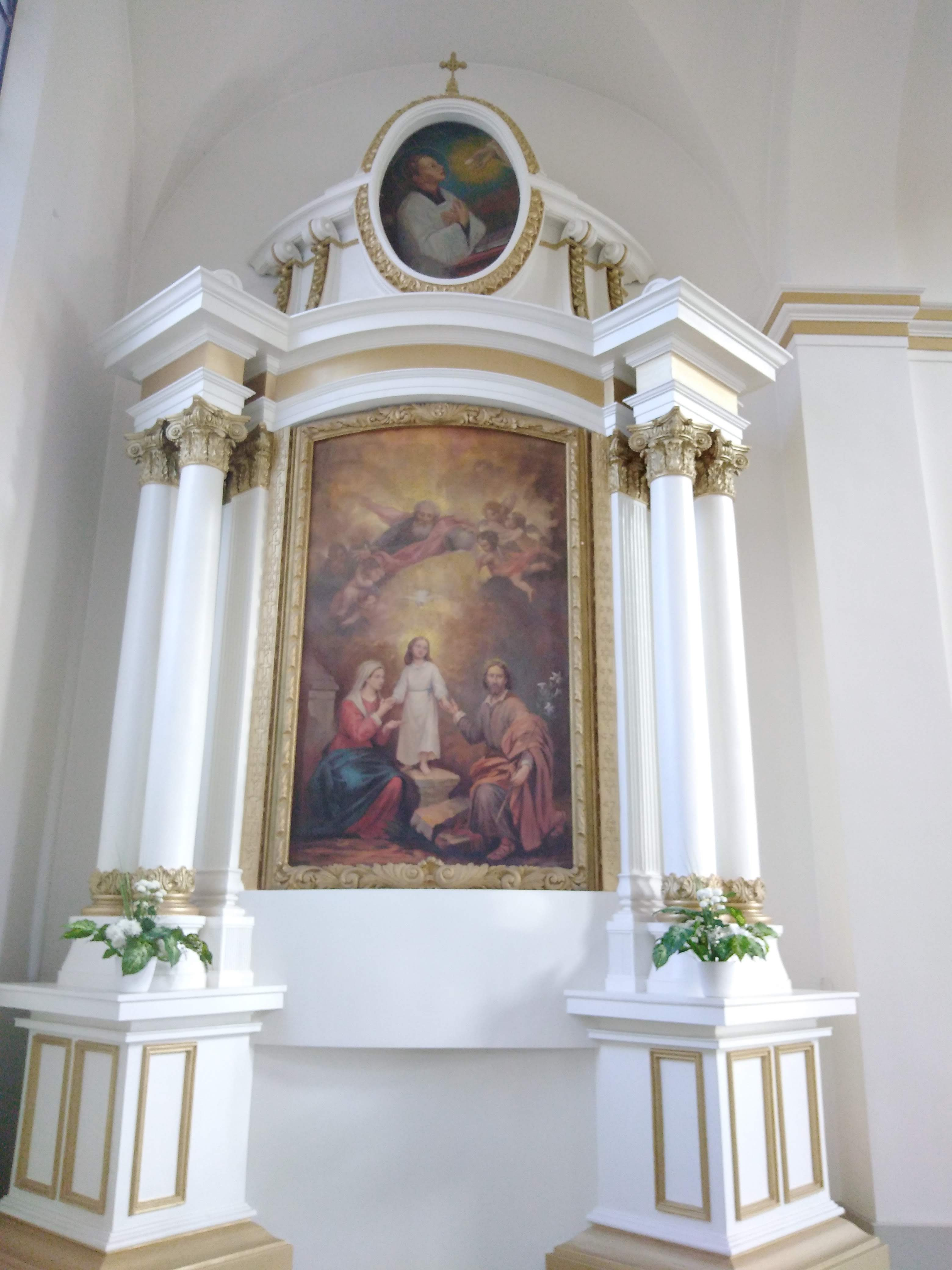
L'autel de la Sainte Famille

Dans une niche latérale droite se trouve l'autel de la Sainte Famille décoré du tableau représentant la Sainte Famille. Jésus est représenté comme un garçon d'environ douze ans, ce qui suggère l'idée du peintre de décrire le moment où Jésus a été trouvé dans le Temple par Marie et Joseph.

### L'autel de Saint François d'Assise

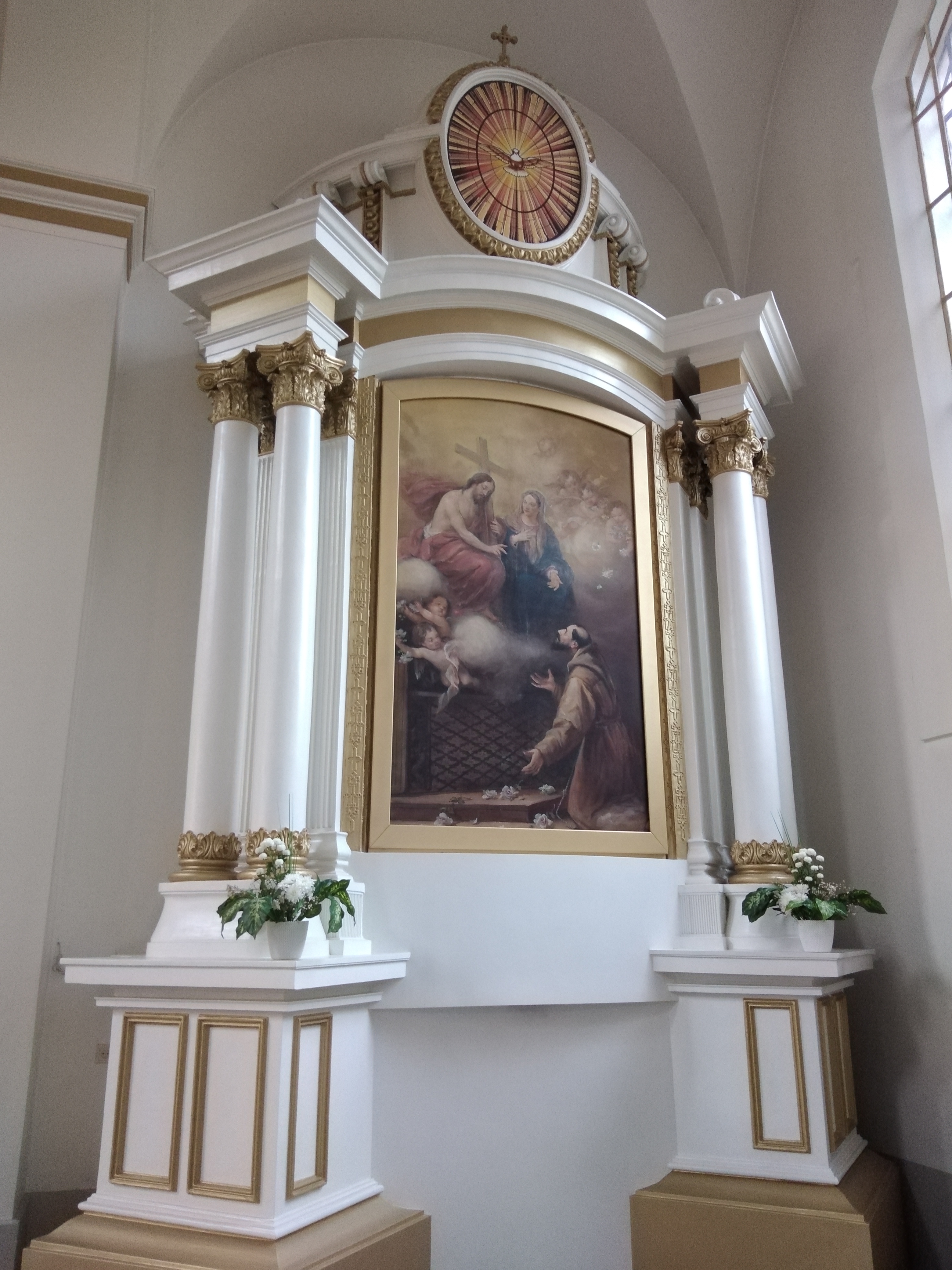
L'autel de Saint François d'Assise.

Dans une niche latérale gauche se trouve un autel décoré d'un tableau représentant une représentation de saint François d'Assise. La représentation montre Jésus et Sainte Marie devant François surpris, vêtu d'un habit de moine marron.

### L'autel de Sainte Marie

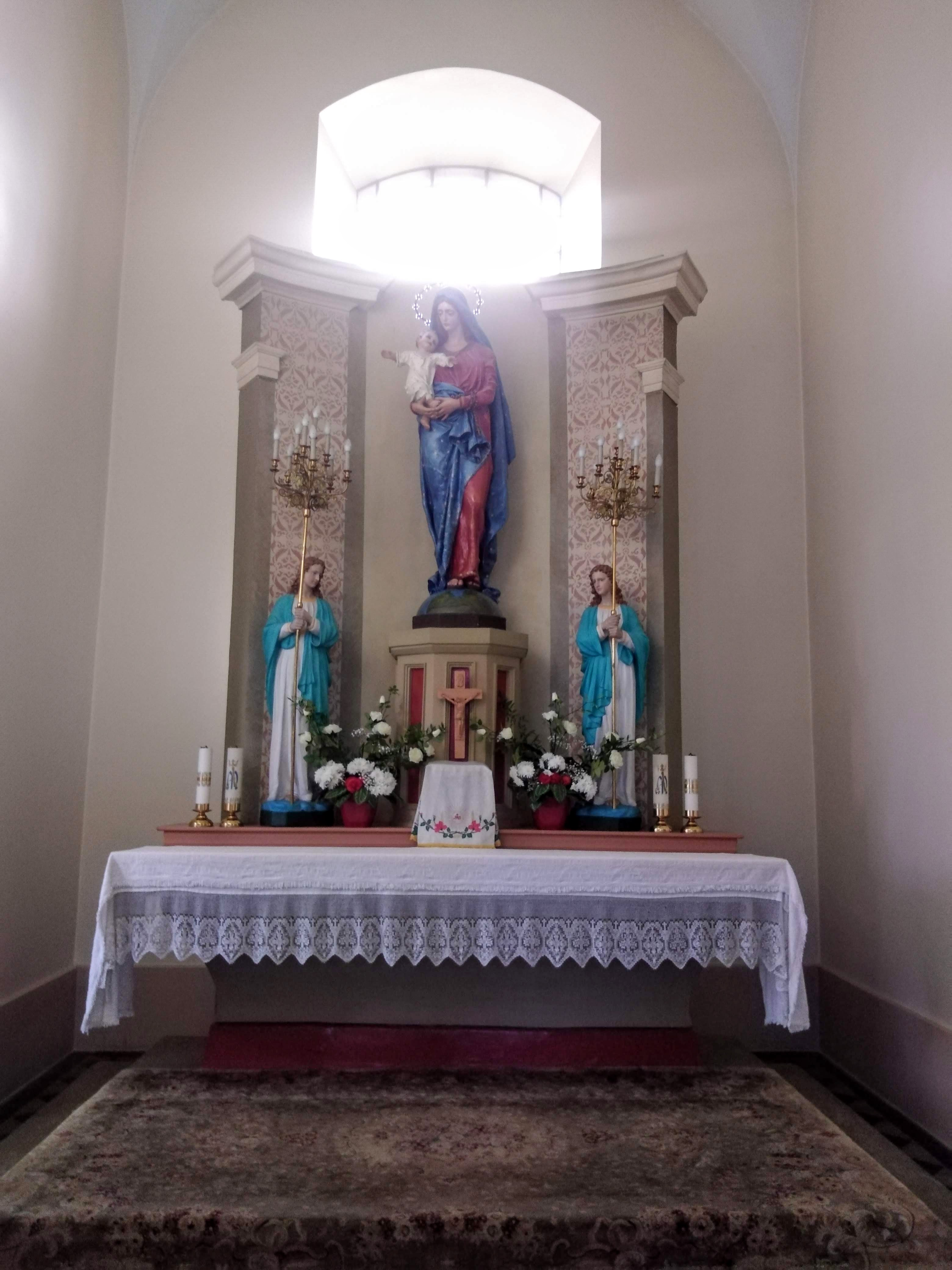
L'autel de Sainte Marie.

L'autel de Sainte Marie est placé dans une petite chapelle, à droite de l'entrée principale de l'église. L'autel est décoré de la statue de Sainte Marie avec l'enfant Jésus dans son bars droit. La statue symbolise la description poétique que l'artiste fait d'une Femme de l'Apocalypse : « Un grand signe apparut dans le ciel, une femme vêtue du soleil, avec la lune sous ses pieds et sur sa tête une couronne de douze étoiles. était enceinte et pleurait de douleur alors qu'elle travaillait pour accoucher. (Apocalypse 12 : 1-2). »
La statue représente Sainte Marie avec une expression triste sur le visage. Elle est en larmes, elle souffre. La longue robe bleu ciel, peinte d'étoiles, s'étend de ses épaules jusqu'à ses pieds. Elle se tient debout avec le globe lunaire sous les pieds, une auréole à douze étoiles autour de la tête. Tenant l'enfant Jésus dans sa main droite. Les bras écartés, l'enfant Jésus regarde sa mère, une expression de consolation sur son visage.

## Orgues
L'orgue à 30 jeux de l'église a été construit en 1912 par Emil Martin & Co., Opus 316. 
Emil Martin était le fils du célèbre facteur d'orgues à tuyaux August Martin, qui était un facteur d'orgue très actif dans les pays Baltes. 
Emil a très probablement hérité de l'entreprise de son père comme semble l'attester le fait que sur la plaque signalétique de l’orgue est visible l’année 1838 comme année de fondation de l’entreprise.

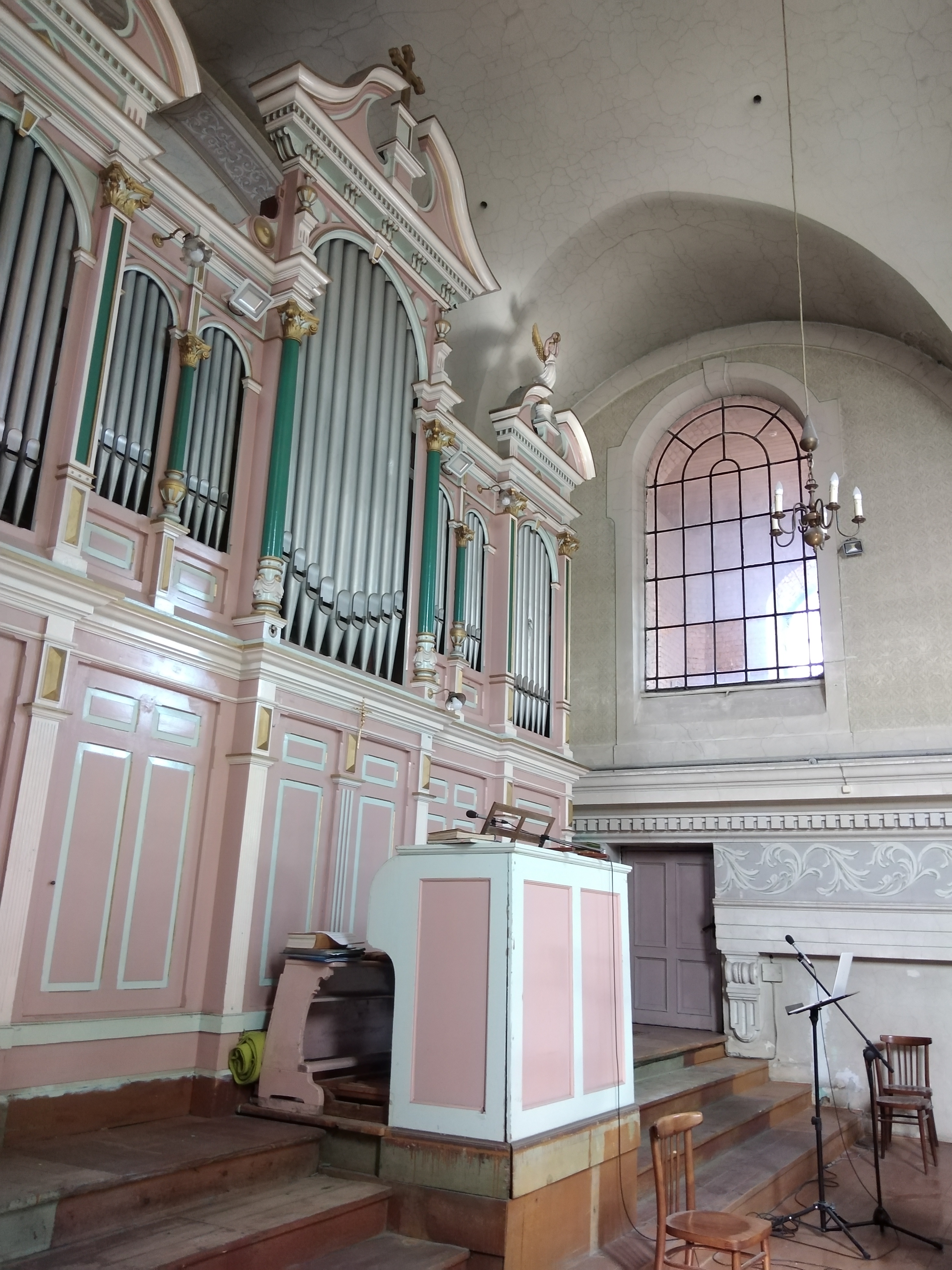
L'orgue.
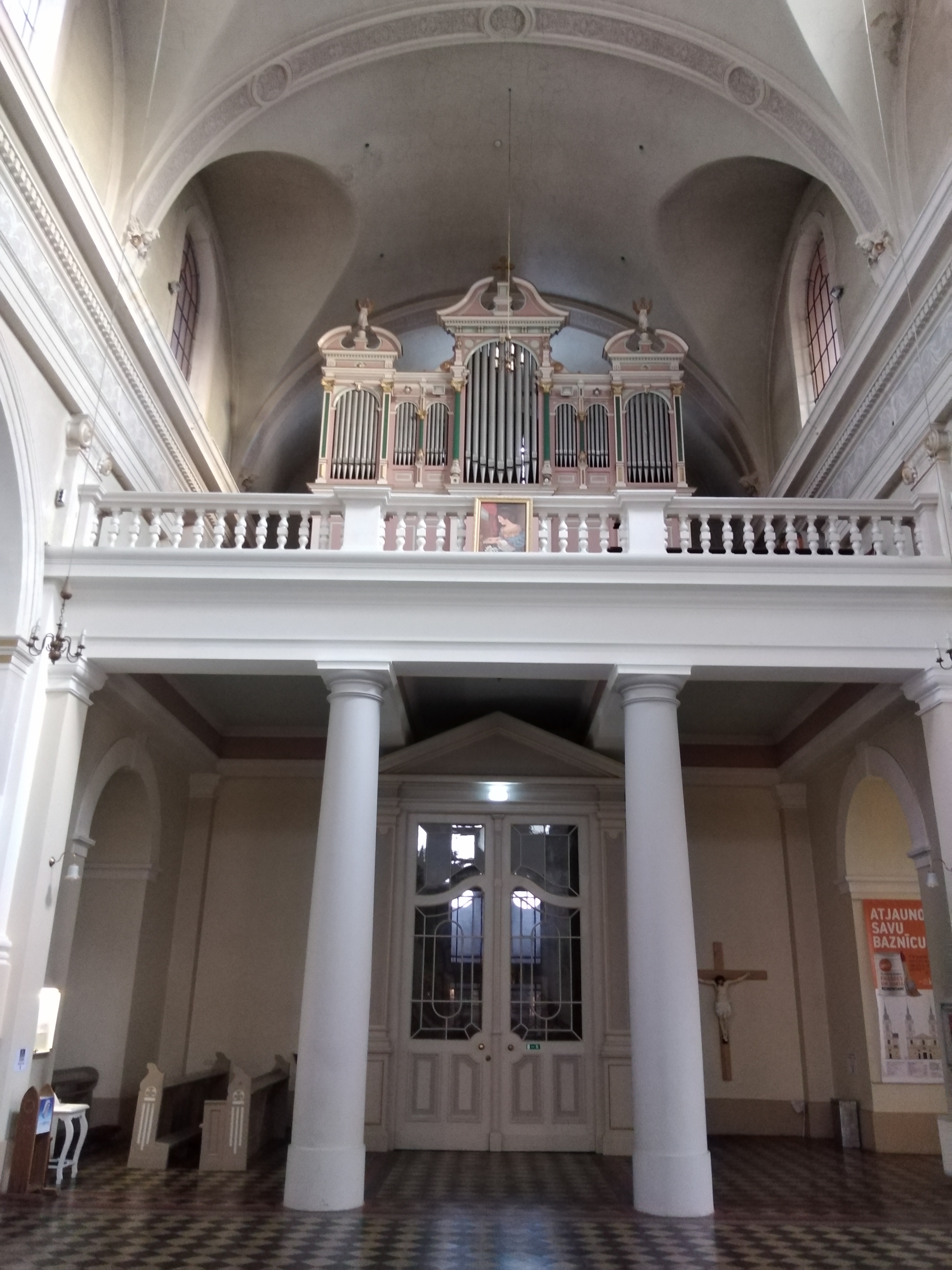
La porte principale et l’orgue.

## Galerie

Vues extérieures
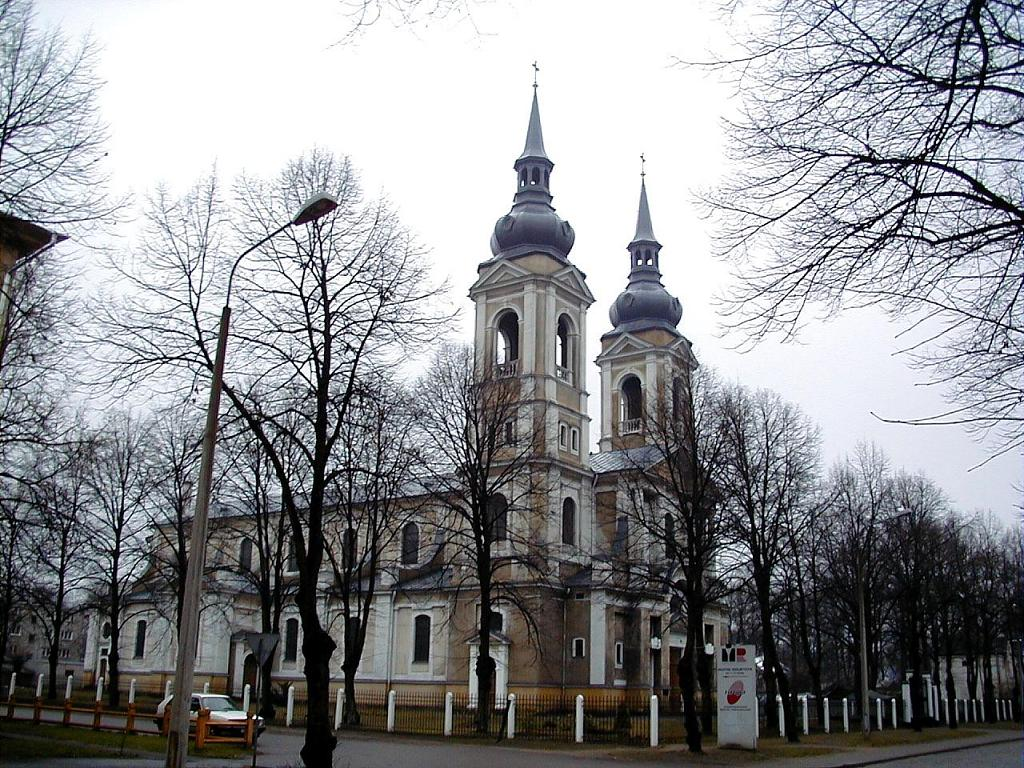
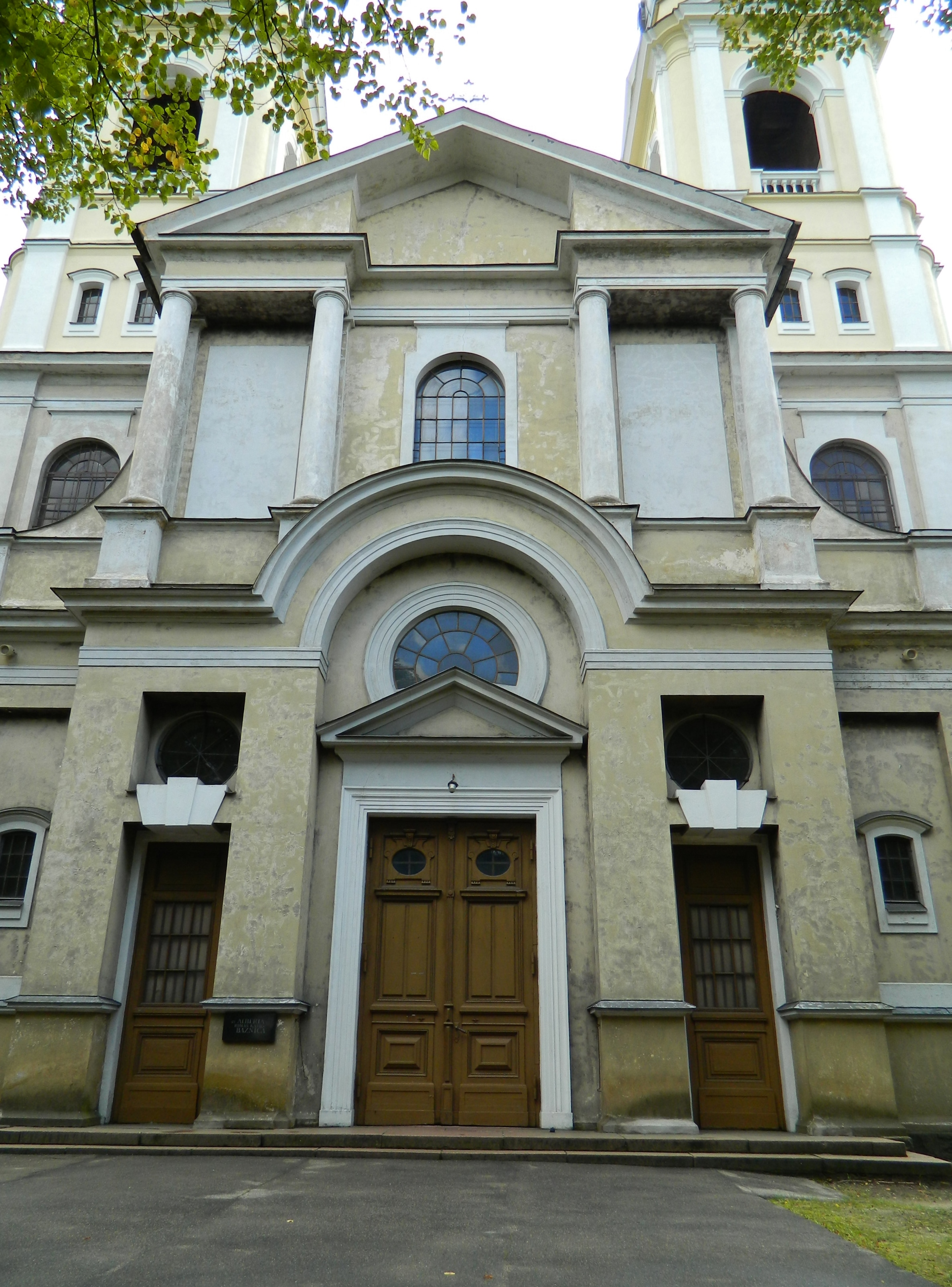
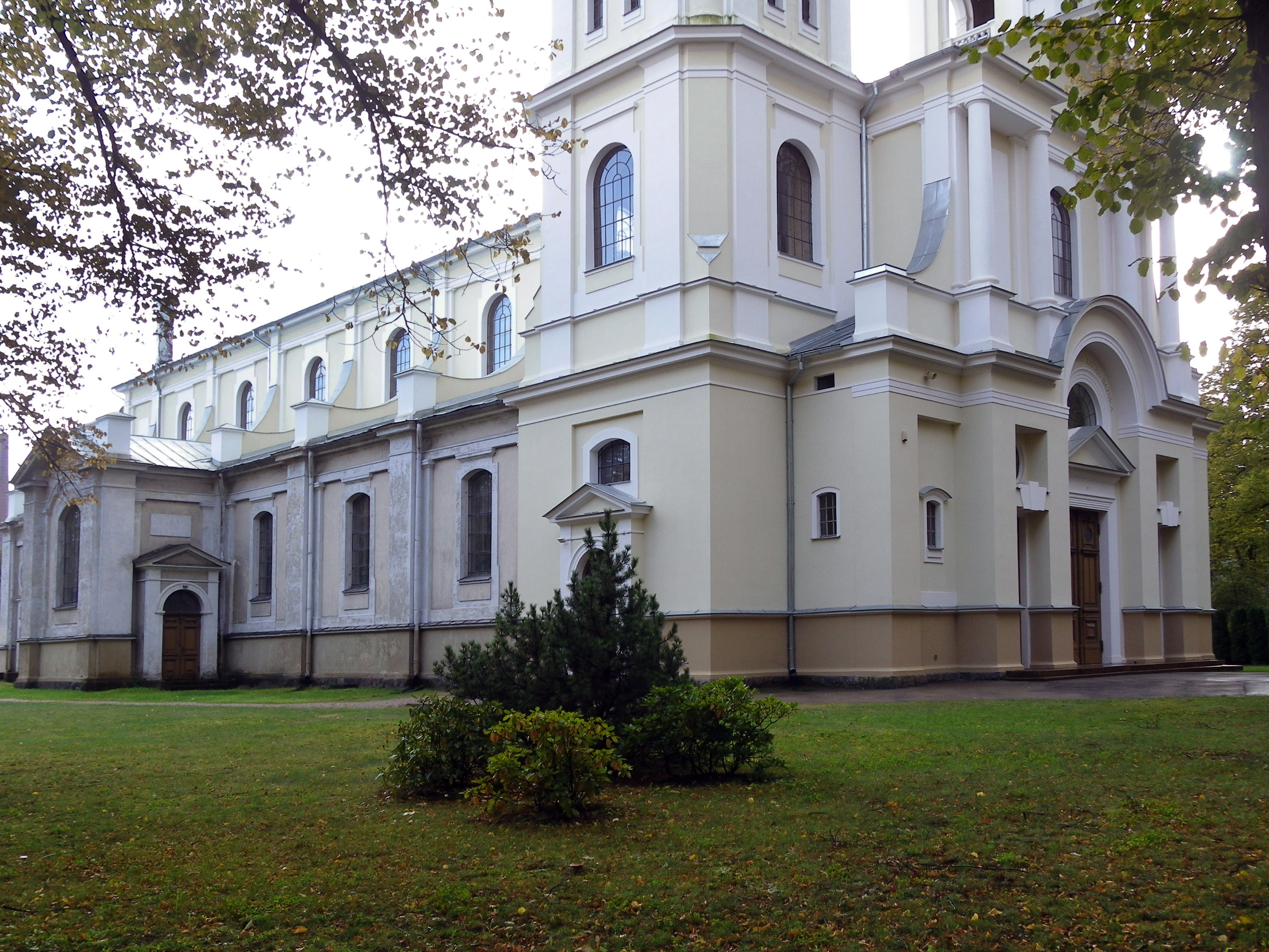
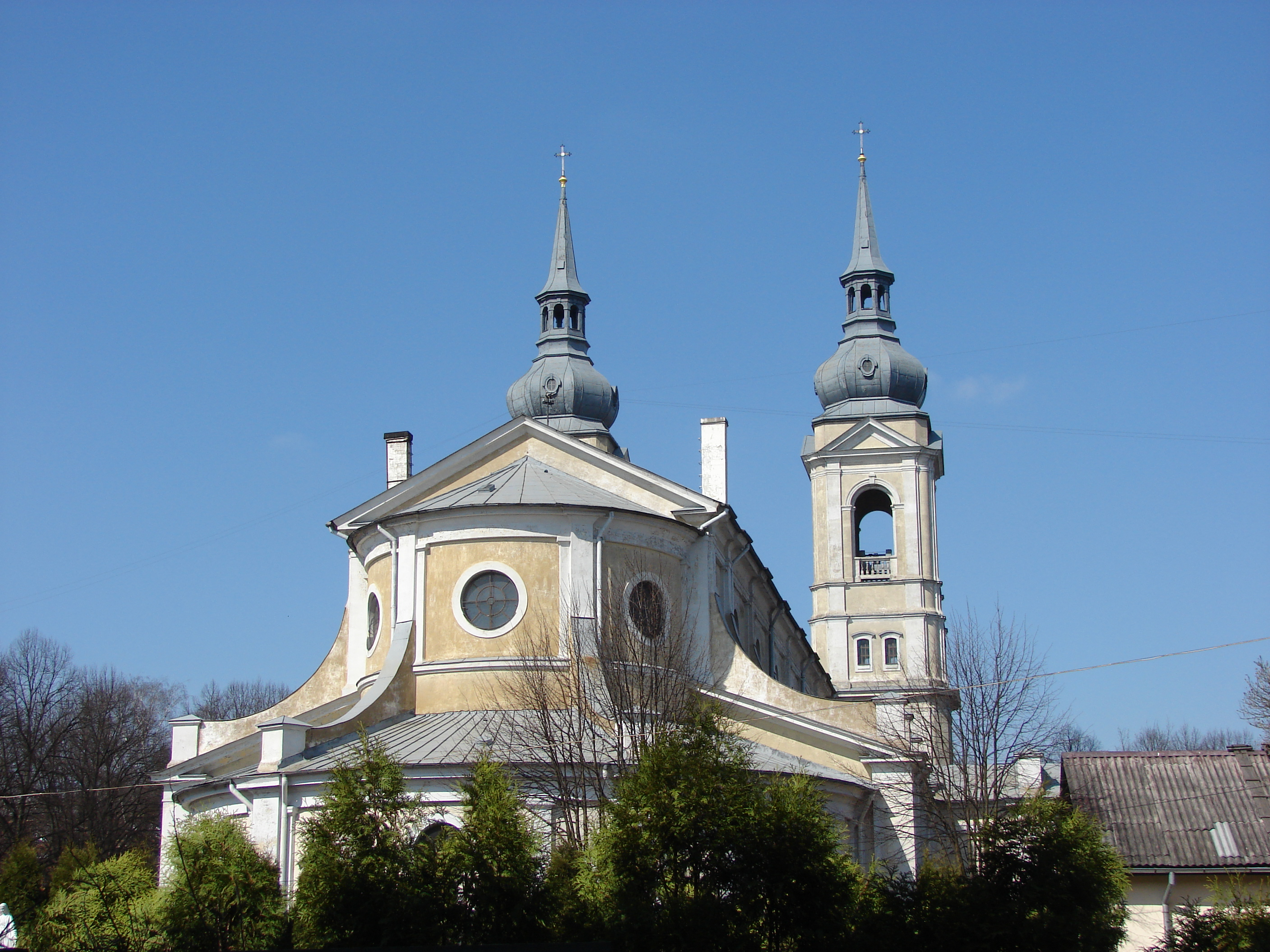

Vues intérieures
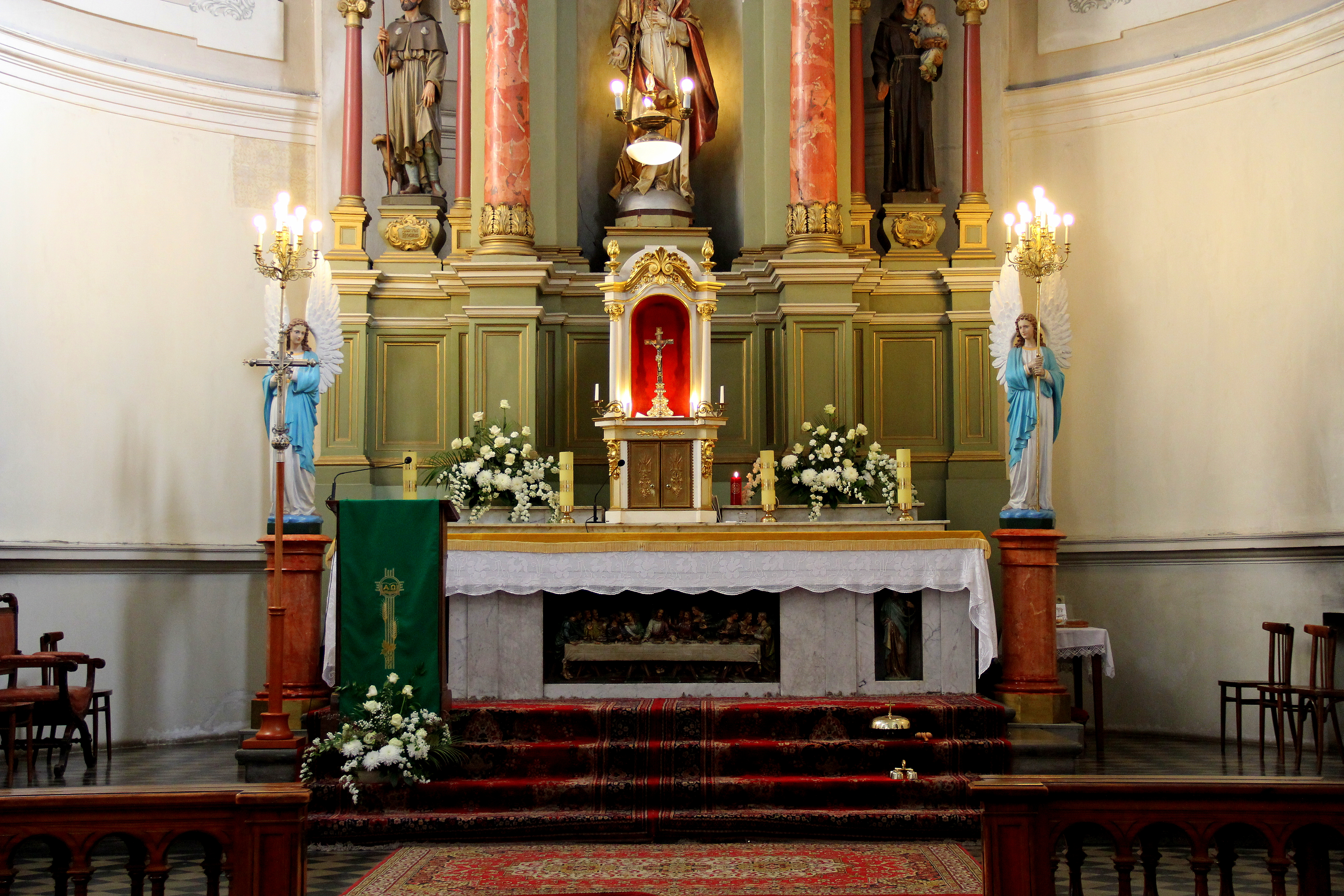
Le maitre autel.
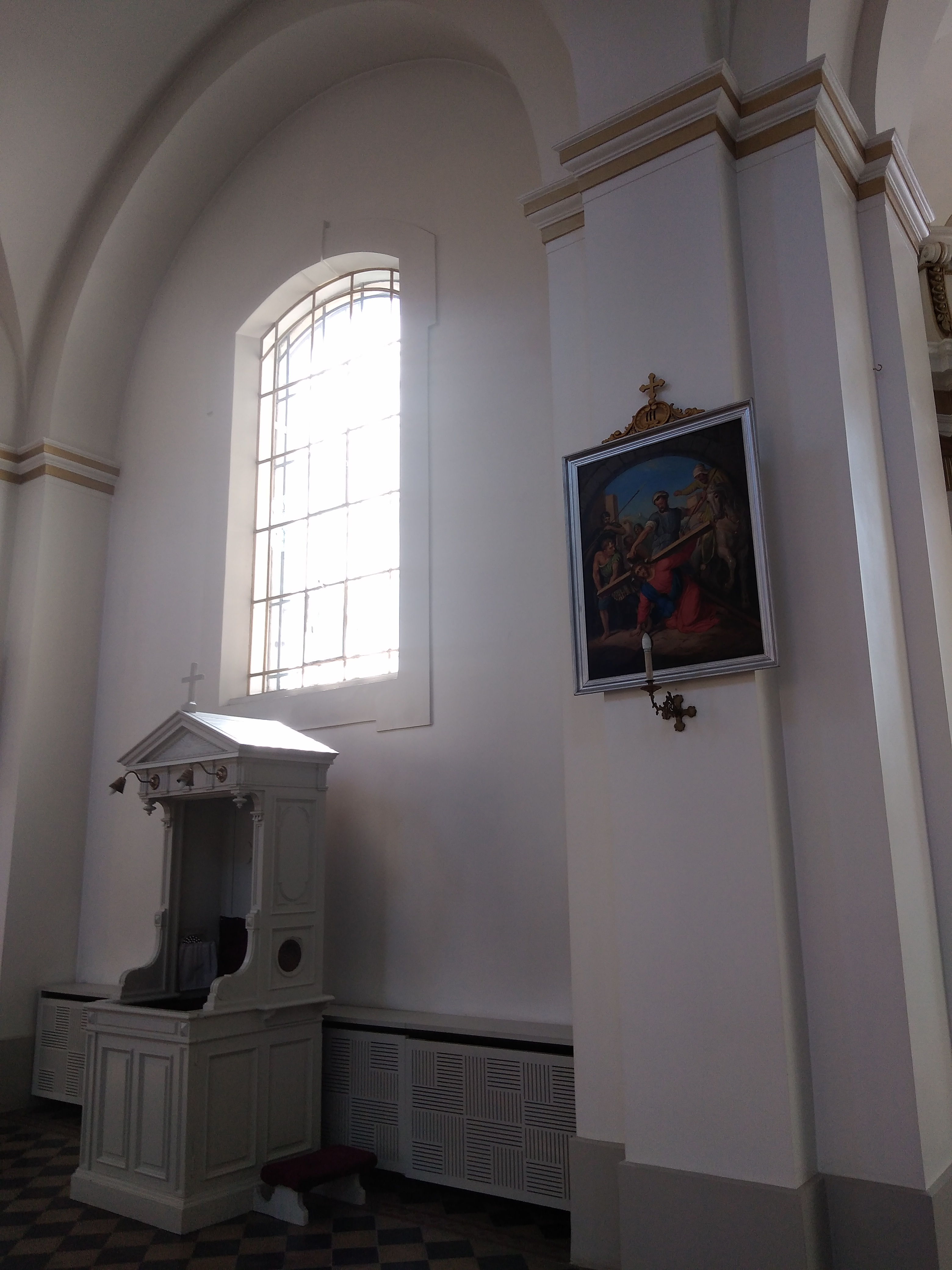
Le Confessional.
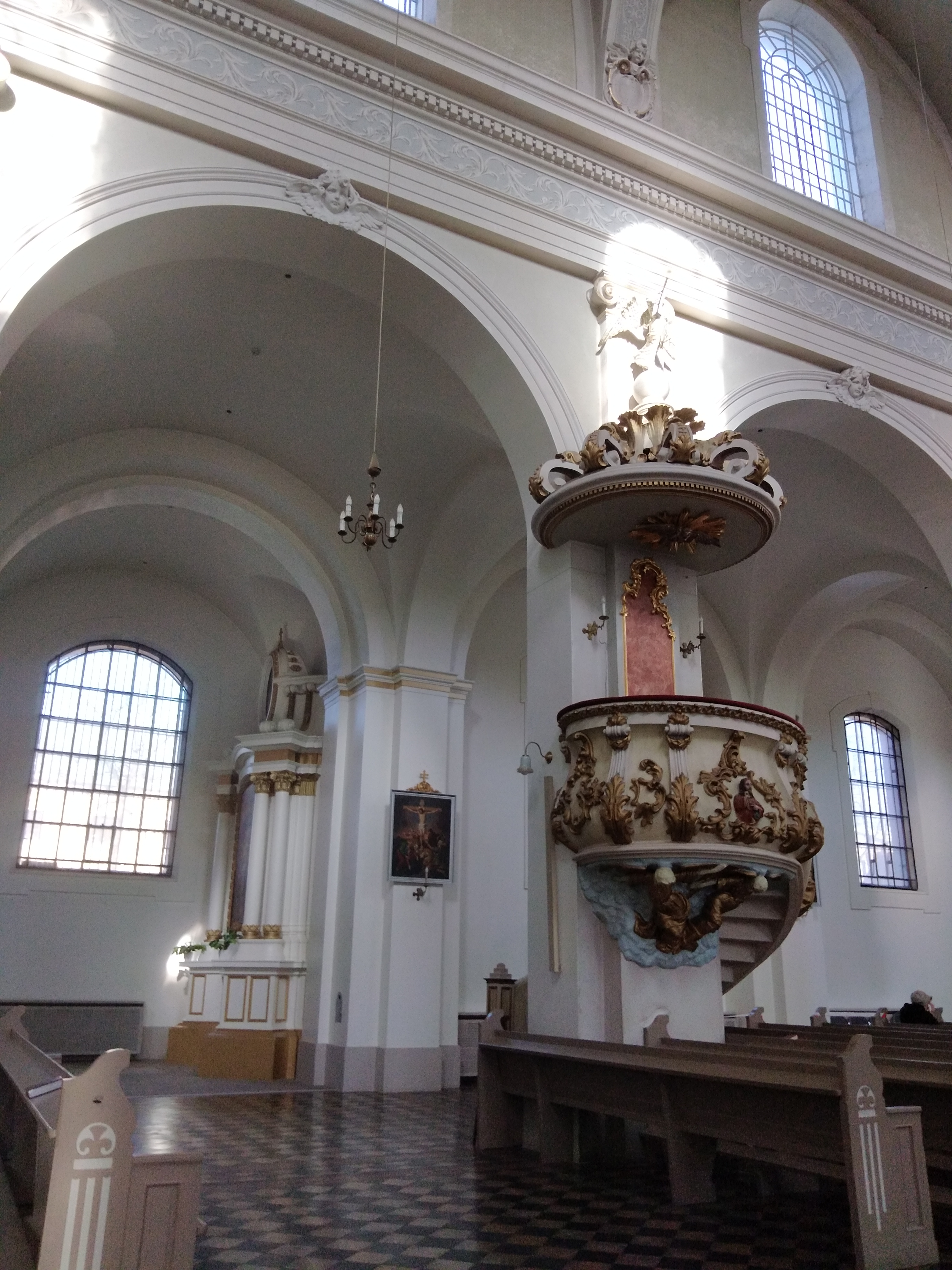
La chaire.
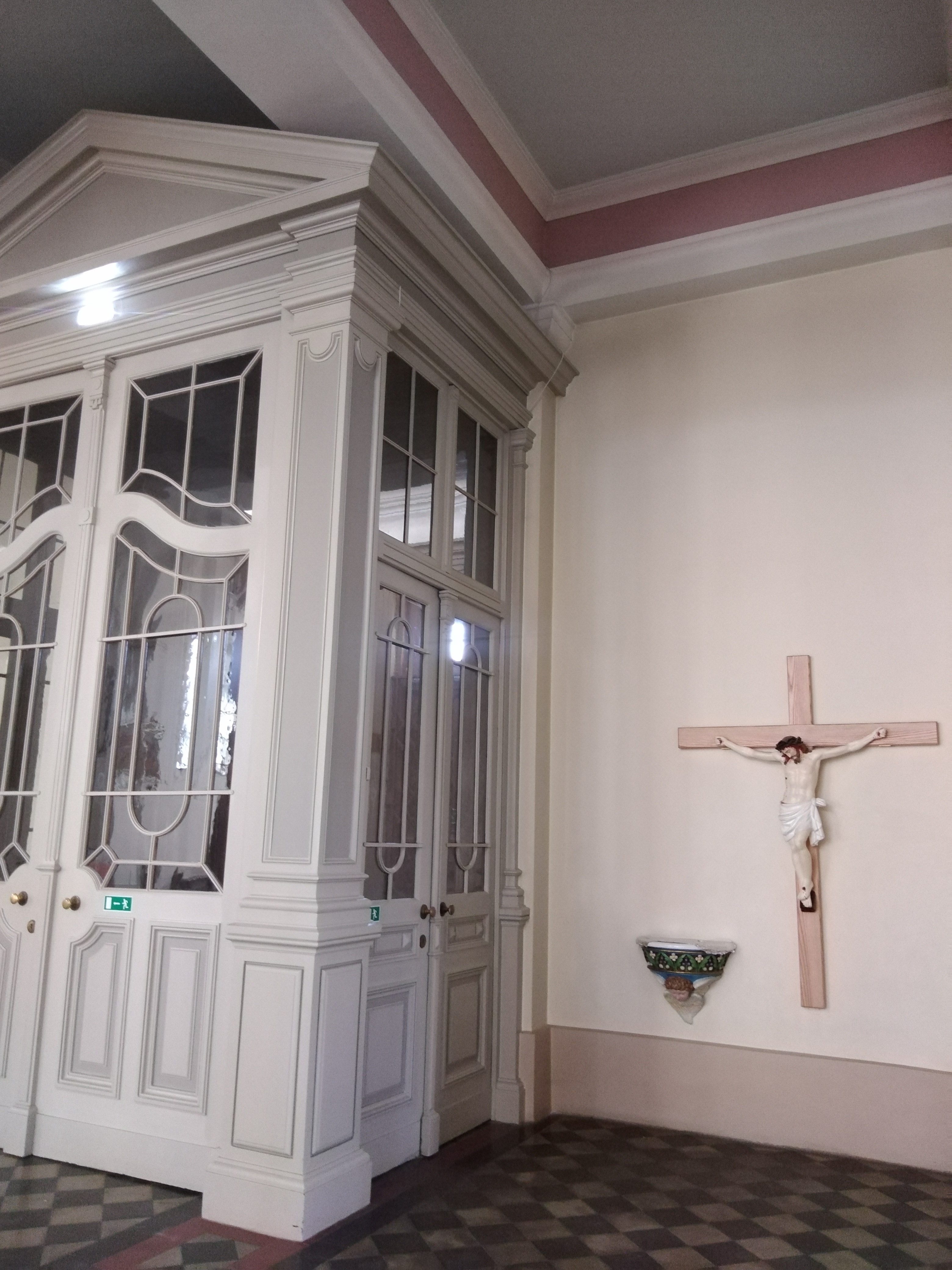
La porte principale.